# Gérald Kerguillec
 (mai 2023).
Gérald Kerguillec, né en 1952, est un peintre et plasticien français.

## Éléments biographique et travaux[1]
Gérald Kerguillec entre dans le monde artistique en 1974.Il s'inscrit à l'École nationale supérieure des beaux-arts de Paris, et travaille en même temps avec le peintre sud américain Luis Felipe Noë, représentant de l'Argentine à la Biennale de Venise en 2009. Très vite, il essaie de dépasser l’acte de peindre, et met en scène sa peinture (création des "Peintures posées", du projet "Mise en œuvres" autour duquel il rencontre le critique d'art Ami Barak). Il pratique également la gravure.
Il réalise un livre d'artiste (commenté par Paul Chemetov, architecte et urbaniste français).
Il développe les rencontres professionnelles avec d’autres disciplines artistiques (musique avec Dominique Lemaître, danse avec Dominique Boivin et Gisèle Gréau, théâtre avec Alain Fleury, poésie avec Alexis Pelletier, musique avec Philippe Marcel Iung, Marie Ange Cousin, Samuel Antonin, Stephanie Rethoré….)
Depuis quelques années, il développe un travail d'aquarelles autour du paysage vu comme "lieu commun". Dans ce travail, il se laisse guider par l'accidentel : "la préférence donnée au cheminement, plutôt qu’au but" dira Paul Ardenne.
Il pratique très régulièrement des actions culturelles en milieu carcéral, hospitalier, maisons de retraites et vers des milieux défavorisés.
Depuis 2010, il travaille dans son atelier du Val-de-Reuil.

## Expositions

### Expositions et créations personnelles (sélection)
- 1984   - Enkhuizen, Hollande
- 1987   - Espace d’art contemporain, Rouen
- 1994   - "Mises en œuvres" au Musée André Malraux, Le Havre
- 1994 - "Le puzzle", Centre international d'art et du paysage de Vassivière
- 2002   - « Monum vert ». Abbaye de Jumièges.
- 2006   - « De toute nature » galerie « 2Angles » à Flers. - « Destinations », réalisation artistique à la maison d’arrêt de Rouen.- Scénographies de « Papa’s memori » et « un monde en pièces » compagnie Alias Victor
- 2007 - Aquarelles « Lieux communs » abbaye de Jumièges (Seine-Maritime)- Galerie Ty Art Show Perros Guirec
- 2008   - Exposition d'aquarelles à Hôtel de ville du Havre - Résidence à Dinan.
- 2009   - Exposition d'aquarelles au Centre Hospitalier Charles Nicolle. Rouen. invité d’honneur du salon.- Chapelle Saint Michel . (Morbihan) Locmariaquer. - L’estran – galerie Ty art show Perros Guirec
- 2010   - Festival Normandie Impressionniste 2000, atelier de Val-de-Reuil (Eure) - Exposition d'aquarelles à l'Eco musée de Saint-Jacut-de-la-Mer (Cotes-d'Armor).
- 2011   - Exposition d'aquarelles à l'IUFM de Rouen (Seine-Maritime) - Exposition d'aquarelles à la Mairie de Carnac (Morbihan) - Exposition d'aquarelles à l'Abbaye Notre-Dame de Bonport (Eure)
- 2016 - "S'envoler", Parc zoologique de Clères
- 2019 - "Formes d'eau", Galerie Plateforme 6 bis, Rouen
- 2022 - "Duclair obscure", Centre nautique, Duclair
- 2023 - "Donner à voir", Clos des fées, Paluel

### Expositions et créations collectives (sélection)
- 1983   - Le cri et l’écrit, Centre d’Art Contemporain de Jouy sur Eure - Symposium de sculpture de Hecho (Espagne)
- 1990   - Salon Mac 2000, Grand Palais, Paris
- 1991   - Salon de mai, Paris - Viva Cité, Sotteville les Rouen
- 1993   - Symposium de graveurs, St Benoit du Sault - Participation au livre L’endroit idéal, Eric Troncy, critique d'art et commissaire d'exposition
- 1994   - Livre d’artiste, galerie Isabelle Bongard, Paris - Ile, terre, eau, ciel, Centre d ’art contemporain de Vassivière - L ’Art du temps, Evreux
- 1995  - Exposition « ma maison », galerie Duchamp - Yvetot (Seine-Maritime)
- 1996   - Création de décors pour « Petites histoires au-dessus du ciel » de la compagnie « Beau Geste » (danse) - Symposium de Ritterhude, Allemagne
- 1998   - Galerie  Bruno Delarue, Paris. - Solo avec Art Seine Tri D: compositeur Dominique Lemaître.
- 1999   - Cap sur les Arts - Perros-Guirec (Côtes-d'Armor)
- 2000   - Création de décors « Le dire troublé des choses » de Thomas Schetting, Art et Déchirure (théâtre) - Création d’environnements pour "Ciel et Vert", Gisèle Gréau , (danse) - Exposition Val de Reuil « Leveurs de ciel », installation - Tentation d’artistes  au Trianon (danse, musique, art plastique avec Ph. Marcel Iung, G.Gréau, Marie Ange  Cousin, Laurent la Torpille)
- 2001   - « Plantation », abbaye de Jumièges (Seine-Maritime). - Création d’environnements pour « Pas ta trace ».(chorégraphie Gisèle Gréau)(danse)
- 2002   - Exposition « Paysages » Maison commune de la communauté d’agglomération Seine Eure - Exposition « Pièges » Abbaye de Jumièges.
- 2003   - « Intérieurs » direction artistique, Abbaye de Jumièges. - Exposition 24 peintres  Hôtel de ville de Rouen - Exposition  « Paysages»  Sotteville  les Rouen
- 2004   - Sortie du film « Des chemins intérieurs » de Valérie Deschênes-cinema-[11] - Salon d’art contemporain de Perros Guirec - Scénographie de « six sens il y a » compagnie Pas Ta Trace(danse)
- 2007   - Festival d’art contemporain – Perros-Guirec (Côtes-d'Armor) - « Leçon de chose » au FRAC Hte Normandie avec Gisèle Gréau
- 2008   - Illustrations du livre « Quelques mesures dans l’époque » d’Alexis Pelletier[12]
- 2009   -"FLUX" –spectacle d’images improvisées sur les musiques de Philippe Marcel Iung et Samuel Antonin - "Leçon de choses" avec la chorégraphe Gisèle Gréau.- Scénographie de « Babel Molière » pour Alain Fleury, metteur en scène.
- 2014 - Exposition "L'oiseau volé", Galerie Vanessa Quang, Paris
- 2015 - Galerie Métanoia, Paris